# Порфирий (философ)
Порфи́рий (Πορφύριος, настоящее имя Малх, или Мелех) (232/233, Тир — 304/306, Рим) — финикийский философ (представитель неоплатонизма), теоретик музыки, астролог, математик, педагог. Родился в Тире, римская Сирия. Ученик Плотина (с 262 по 263 годы), автор его жизнеописания, издатель его сочинений. Он редактировал и издавал «Эннеады», единственное собрание сочинений Плотина. Его комментарий к «Началам» Евклида был использован в качестве источника Паппом Александрийским.
Он писал оригинальные произведения на самые разные темы от музыки до Гомера и вегетарианства. Его Isagoge, или «Введение», введение в логику и философию, был стандартным учебником по логике на протяжении всего средневековья в латинских и арабских переводах. Через такие труды, как «Философия от оракулов» и «Против христиан» (которые были запрещены Константином Великим), он был вовлечён в полемику с представителями христианства, критиком которого он был.

## Научная деятельность
Из философских работ Порфирия в истории наибольшее распространение получило «Введение» к Органону Аристотеля (греч. Εἰσαγωγή, лат. Introductio), известное также под названием «О пяти общих понятиях» (лат. De quinque vocibus). Трактат излагает логическое учение о признаках понятия: род, вид, видовое различие, признак собственный и несобственный/случайный. Трактат многократно переводился и комментировался учеными Востока и Запада. Усилиями Боэция, который сделал перевод греческого «Введения» на понятную всем латынь, а также дважды писал к нему комментарии, этот труд Порфирия стал настоящим философским букварём для средневековой Европы. В логике с именем Порфирия связано так называемое «древо Порфирия», иллюстрирующее многоступенчатую субординацию родовых и видовых понятий при дихотомическом делении.
Порфирий составил также комментарии к лекциям Плотина и к ряду важнейших диалогов Платона (в том числе к «Тимею»).
Наряду с теоретическими трактатами известны работы Порфирия по практической философии. В них он излагает учения о политических добродетелях; об очищении от аффектов; о добродетелях, обращающихся к уму; о добродетелях, в которых сам ум становится образцом для духовной жизни.
Порфирий придавал большое значение практической мистике, которую во многих сочинениях защищал и оправдывал. В небольшом трактате «О философии из оракулов» пытался толковать изречения греческих и египетских богов в духе платоновской философии; также ввёл в обиход платоников собрание анонимных гексаметров Халдейские оракулы, в котором отождествил верховное божество халдеев с платоновским Единым. Впрочем, возможно, практическую мистику он оставлял для философски непросвещенных кругов, а для себя сохранял путь чистой теории. В сочинении «О граде Божьем» Августин сообщает, что Порфирием был написан трактат «Восхождение души» (De regressu animae), где развивалось учение о двойном пути; пути чистого умозрения для философов и пути теургии — «для толпы».
Порфирий писал также космологические и астрологические сочинения, полемические работы против христианства. Большое сочинение (из 15 книг) «Против христиан» дало ранний образец библейской критики. Судя по сохранившимся фрагментам, Порфирий жёстко критиковал христианское представление о будущем преображении «образа мира сего», веру христиан в воскресение тел, а самое главное — учение о воплотившемся и страдавшем Боге, которое прямо противоречило господствовавшему в платонизме представлению о бестелесности и бесстрастности божества. Книга Порфирия вызвала опровержения со стороны христианских теологов, в том числе Мефодия Тирского, Евсевия Кесарийского, Аполлинария и других. В 448 году по указу императора Феодосия II все списки трактата «Против христиан» были уничтожены.
Порфирий проявлял интерес к математическим наукам. Он составил жизнеописание Пифагора. В обширный комментарий к «Гармонике» Птолемея Порфирий в частности включил уникальные цитаты из несохранившихся трудов Архита, Теофраста, Птолемаиды, Дидима, Элиана, Гераклида Понтийского (младшего) и других древних текстов. В этот комментарий полностью включен трактат Аристотеля «О слышимых вещах» (De audibilibus), который больше ни в какой форме до нас не дошёл, а также полный текст «Деления канона» (известного также под латинским заглавием Sectio canonis) Евклида. Комментарий к «Началам» Евклида, также составленный Порфирием, не сохранился (его упоминает и цитирует Прокл).
Порфирий вёл активную педагогическую деятельность. Среди его учеников были Ямвлих и Теодор Асинский. Любимым учеником Порфирия был римский сенатор из рода Симмахов Хрисаорий, которому Порфирий посвятил несколько своих книг.

## Комментарии
1. ↑  О датах Порфирия, месте его рождения и философской школе смотреть здесь Barker,  2003, pp. 1226–1227.  Sarton, 1936, pp. 429–430 определяет Трансиорданию как место рождения Порфирия.
2. ↑  Полный список см. в разделе Beutler (1894–1980); Guthrie, 1988, p. 91 предоставляет еще один список
3. ↑  Barnes, 2003, p. xv clarifies that the Isagoge "[was] not an Introduction to the Categories, rather "[since it was] an introduction to the study of logic, [it] was... an introduction to philosophy--and hence accidentally an introduction to the Categories."

### Тексты и переводы
- Kommentar zur Harmonielehre des Ptolemaios. Hrsg. v. I. Düring. Göteborg, 1932 (repr. New York, 1980).
- Opuscula selecta. Leipzig, 1886.
- Commentaria in Aristotelem Graeca. Vol. 4.1: Isagoge et in Aristotelis categorias / Adolfus, B. (ed.), Diels, H. (ed.). — Berlin: Reimer, 1887.
- In Platonis Timaeum commentatorium fragmenta, ed. Angelo Raffaele Sodano. Napoli, 1964.

Французские переводы в серии «Collection Budé»:
- Porphyre. Vie de Pythagore. — Lettre à Marcella. Texte établi et traduit par E. des Places, avec un appendice d' A. Ph. Segonds. 3e tirage 1982. 255 p.
- Porphyre. De l’Abstinence.
  - Tome I: Introduction. — Livre I. Texte établi et traduit par J. Bouffartigue et L. Patillon. 2e tirage 2003. LXXXV, 156 p.
  - Tome II: Livres II—III. Texte établi et traduit par J. Bouffartigue et M. Patillon. 2e tirage 2003. 347 p.
  - Tome III: Livre IV. Texte établi et traduit par M. Patillon et A.-Ph. Segonds, avec le concours de L. Brisson. 2e tirage 2003. LXIV, 217 p.

Английские переводы:
- Porphyry’s Commentary on Ptolemy’s Harmonics. Edited and translated, with annotations by A.Barker. Cambridge, 2015 Архивная копия от 18 мая 2015 на Wayback Machine

Русские переводы:
- Порфирий. О философии из оракулов. Против христиан // Ранович А. Б. Античные критики христианства. М., 1935. переизд.: М., 1990. С. 346—391.
- Порфирий. Введение к «Категориям» / Пер. А. В. Кубицкого // Аристотель. Категории. М., 1939. С.53-83.
- Порфирий. Жизнь Пифагора. Жизнь Плотина / Пер. М. Л. Гаспарова // Диоген Лаэртский. О жизни, учениях и изречениях знаменитых философов. М.: Мысль. 1979. С. 449—476.
- Порфирий. О пещере нимф / Пер. А. А. Тахо-Годи // Лосев А. Ф. История античной эстетики. [В 8 т. Т.7] Последние века. Кн. 2. М.: Искусство. 1988. С. 383—394.
- Порфирий. О пещере нимф / Пер. В. Б. Черниговского // Плутарх. Исида и Осирис. Киев, 1996. С. 211—229.
- Порфирий. Об одушевлении эмбрионов // Е. В. Афонасин, А. С. Афонасина. ΙΑΤΡΙΚΗ ΤΕΧΝΗ. Очерки истории античной медицины. Санкт-Петербург: Издательство РХГА, 2017. С. 202—280.
- Отрывок Архивная копия от 1 февраля 2011 на Wayback Machine из «О воздержании» (IV 6-9) в пер. А. Г. Алексаняна.
- О воздержании от мясной пищи / Пер. В. Б. Черниговского // Человек, 1994, № 1-6.
- Отправные положения к умопостигаемому (фрагменты) / Пер. В. В. Петрова // Историко-философский ежегодник’95. М., 1996. С. 233—247.
- Подступы к умопостигаемому / Пер. и комм. С. В. Месяц // ΣΧΟΛΗ, вып. 2, 2008, c. 277—306.
- Порфирий. Сочинения / Пер. Т. Г. Сидаша. — СПб.: Издательство СПбГУ, 2011. — 660 с. ISBN 978-5-288-05156-2
  - Сборник включает перевод сочинений: «Отправные точки [в движении] к умопостигаемому (Сентенции)», «О воздержании от одушевленных», «[Письмо] к Марцелле», «Послание к Гавру», сохранившиеся фрагменты сочинений «Об изваяниях», «Хроника», «История философии».
- Клавдий Птолемей. Гармоника в трех книгах. Порфирий. Комментарий к «Гармонике» Птолемея / Издание подготовил В. Г. Цыпин. — М.: Научно-издательский центр «Московская консерватория», 2013. — 456 с. ISBN 978-5-89598-288-4.
- Порфирий. Труды. Том I / Сост. Т. Г. Сидаш. — СПб.: Квадривиум, 2017. — 800 с.
- Порфирий. Труды. Том II / Сост. Т. Г. Сидаш. — СПб.: Квадривиум, 2019. — 1024 с.

### Иностранная литература
- Barker, A. Porphyry // Oxford Classical Dictionary. — revised 3rd. — 2003. — P. 1226–1227.
- Barnes, Jonathan. Porphyry: Introduction. — Oxford : Clarendon, 2003. — ISBN 9780199246144. Архивная копия от 5 января 2020 на Wayback Machine
- Barnes, Jonathan. Method and Metaphysics: Essays in Ancient Philosophy. — Oxford : OUP, 2011. — Vol. Volume I. — ISBN 978-0-19-957751-4. Архивная копия от 2 мая 2016 на Wayback Machine
- Beutler, R. (1894—1980). «Porphyrios (21)» in A. Pauly, G. Wissowa, W. Kroll, K. Witte, K. Mittelhaus and K. Ziegler, eds., Paulys Realencyclopädie der classischen Altertumswissenschaft, vol. 22.1.
- Clarke, Gillian. Iamblichus : On the Pythagorean Life. — Liverpool University Press, 1989. — ISBN 978-0-85323-326-8. Архивная копия от 24 января 2020 на Wayback Machine
- Digeser, Elizabeth DePalma (1998). Lactantius, Porphyry, and the Debate over Religious Toleration. Journal of Roman Studies. 88: 129–146. doi:10.2307/300808. ISSN 0075-4358. JSTOR 300808.
- Froom, LeRoy. The Prophetic Faith of our Fathers. — Washington, DC : Review and Herald, 1950. — Vol. Volume 1. Архивная копия от 27 сентября 2020 на Wayback Machine
- Guthrie, Kenneth Sylvan. The Works of Porphyry // Porphyry's Launching-points to the realm of mind: an introduction to the neoplatonic philosophy of Plotinus. — Phanes Press, 1988. — ISBN 978-0-933999-59-6. Архивная копия от 9 января 2020 на Wayback Machine also available at tertullian.org Архивная копия от 23 февраля 2021 на Wayback Machine
- Hadot, P. Philosophy as a Way of Life. — Oxford : Blackwell, 1995.
- Johnson, Aaron (2010). Rethinking the Authenticity of Porphyry, c.Christ. fr. 1. Studia Patristica. 46: 53–58.
- Johnson, Aaron P. Religion and Identity in Porphyry of Tyre: The Limits of Hellenism in Late Antiquity. — Cambridge University Press, 2013. — ISBN 978-1-107-01273-8. Архивная копия от 19 декабря 2019 на Wayback Machine
- Notopoulos, James A. (1940). Porphyry's Life of Plato. Classical Philology. 35 (3): 284–293. doi:10.1086/362396. ISSN 0009-837X. S2CID 161160877.
- Rahman, F. (1986). ʿARAŻ. Encyclopaedia Iranica. Vol. II, Fasc. 3. pp. 271–273. Архивировано 18 января 2021.
- Sarton, G. (1936). The Unity and Diversity of the Mediterranean World. Osiris. 2: 406–463. doi:10.1086/368462. S2CID 143379839.
- Sadaune, Samuel. Inventions et decouvertes au Moyen-Age :  [фр.]. — Ouest-France, 2014. — ISBN 9782737362415.
- Wilken, R. Pagan Criticism of Christianity: Greek Religion and Christian Faith // Early Christian Literature and the Classical Intellectual Tradition. — 1979. — P. 117–134.

## Исследования
- Smith, M. «A Hidden Use of Porphyry’s History of Philosophy in Eusebius’ Praeparatio Evangelica.» // Journal of Theological Studies 39 (1988): 494—504.
- Kleffner A. J. Porphyrius, der Neuplatoniker und Christenfeind. Paderborn, 1896.
- Bidez J. Vie de Porphyre le philosophe néo-platonicien. Gand — Lpz., 1913.
- История философии, т. 1, М., 1940.
- В. Ф. Асмус. Античная философия. М., Высшая школа, 1998.
- Лосев А. Ф. История античной эстетики. Последние века. М.: Искусство, 1988. Кн. I. С. 15-120.
- Афонасин, Е. В., пер. (2013) «Порфирий об одушевлении эмбриона», ΣΧΟΛΗ (Schole) 7.1, 174—236.